# Odznaka za Zniszczenie Czołgu
Odznaka za Zniszczenie Czołgu (niem.  Panzervernichtungabzeichen, Sonderabzeichen für das Niederkämpfen von Panzerkampfwagen durch Einzelkämpfer – Odznaka Specjalna za Zniszczenie Czołgu przez Pojedynczego Żołnierza) – niemieckie odznaczenie wojskowe z okresu II wojny światowej w postaci naszywki na rękaw, przyznawane żołnierzom Wehrmachtu za samodzielne zniszczenie czołgu lub pojazdu opancerzonego wroga, przy użyciu broni ręcznej.

## Wersje
- Srebrna Odznaka za Zniszczenie Czołgu (niem. Silber Panzer-Vernichtungabzeichen) – utworzona 9 marca 1943 r. Przyznawana za działania sięgające 22 czerwca 1941 (początek operacji Barbarossa)[3].

- Złota Odznaka za Zniszczenie Czołgu (niem. Geldenes Panzer-Vernichtungabzeichen) – wprowadzona przez OKH 18 grudnia 1943 r. Nadawano ją za zniszczenie pięciu czołgów. Pięć odznak srebrnych można było zastąpić złotą wersją po zniszczeniu piątego czołgu (do którego potem można było dodać oddzielną odznakę srebrną)[4].

## Galeria

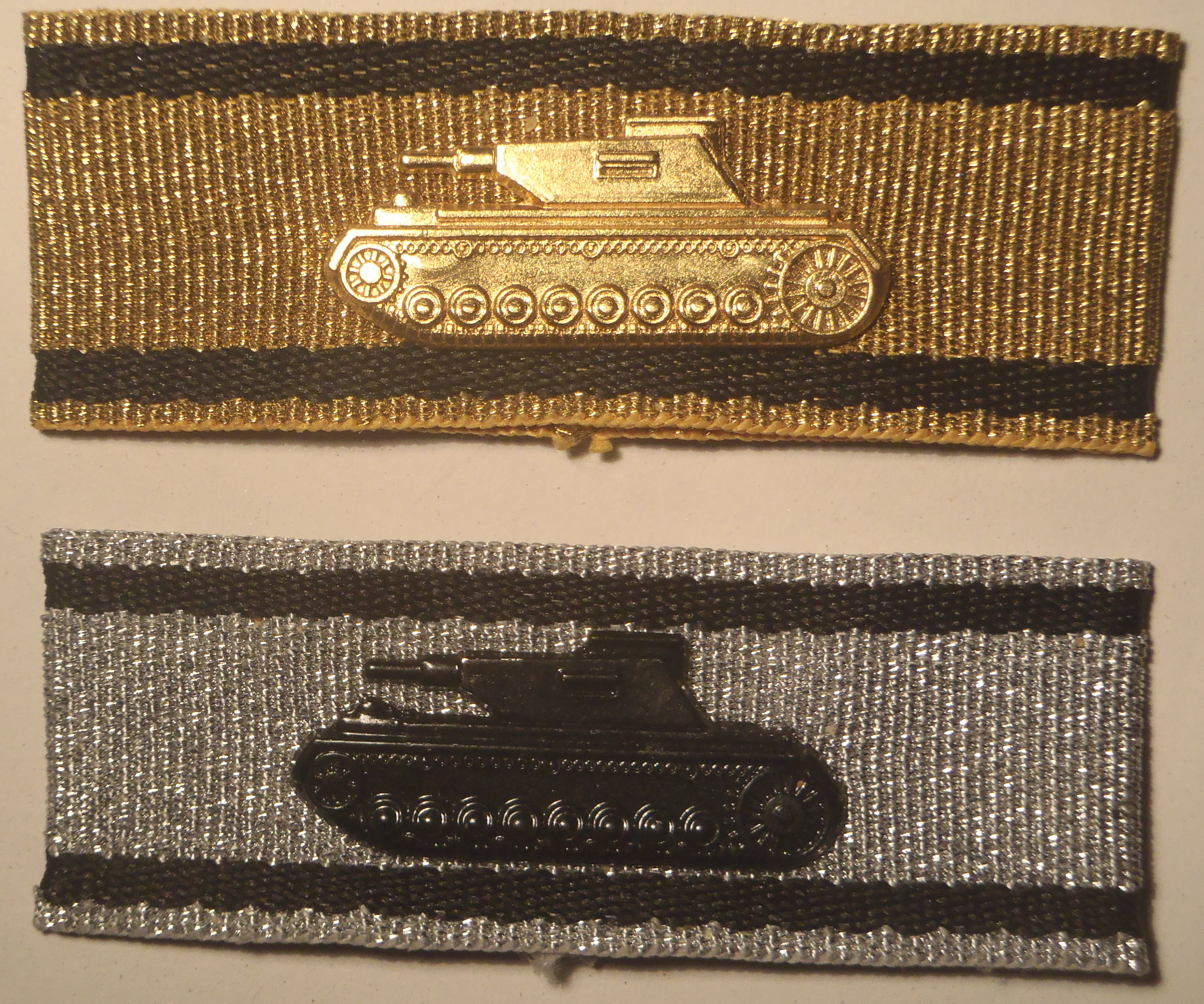
Odznaka w dwóch wersjach: złotej oraz srebrnej
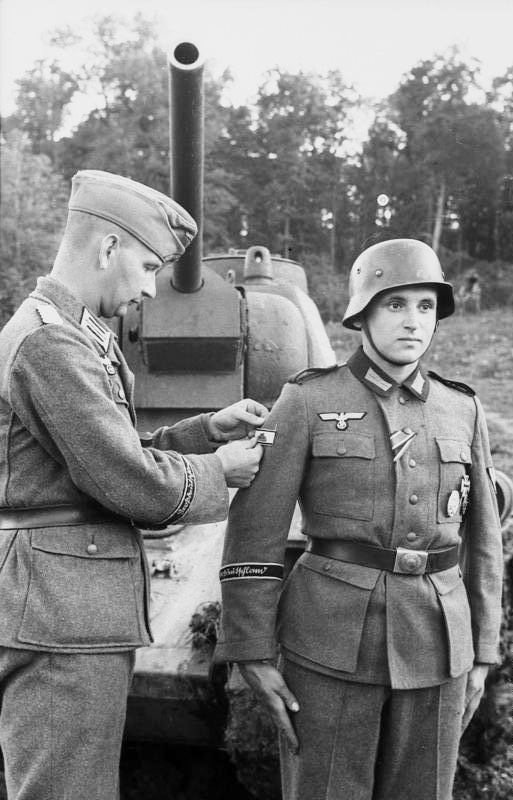
Nadanie odznaki żołnierzowi Wehrmachtu
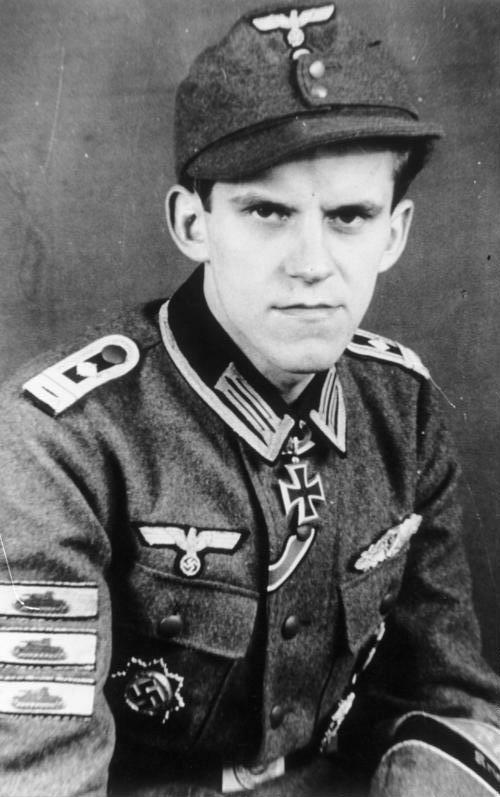
Podoficer odznaczony trzema odznakami za samodzielne zniszczenie czołgu